# Moruy
Moruy o San Nicolás de Moruy es un pueblo que se encuentra en la península de Paraguaná.
Ubicado a 16 km de Santa Ana, en el municipio Falcón, es quizás el pueblo de indios más antiguo de la península. Se tiene la certeza de que a la llegada de los españoles, ya sus moradores se gobernaban a través de una especie de Junta Comunal.
Las tierras de Moruy como tantas otras, fueron adquiridas a la Corona de España en 1594 por Alonso Arias, gobernador de Venezuela entre 1600 y 1602. Sus herederos las trocaron por las de Cayerúa con los indios Caquetíos, quienes se instalaron en el lugar antes de 1621. Moruy fue erigida definitivamente en parroquia en 1746. Las milicias de este pueblo junto con las de Santa Ana constituyeron la única protección efectiva que tuvo Paraguaná durante la época colonial.

## Toponimia
Su nombre es una alteración de merejuy, levadura o preparación agria que usaban para acelerar la fermentación del maíz cocido con que elaboraban la chicha embriagadora, que consumían en ceremonias religiosas.
En cuanto a como surgió el nombre de Moruy, se han dejado escuchar voces a través de generaciones que recogen varias versiones. Originalmente se decía que Moruy era un cacique, otros decían que habían llegado unos “moros” a su vez, tan temibles que los aborígenes al verlos corrían y gritaban ¡moro uy!, y probablemente de allí surgió Moruy, otros indican que Moruy viene del quechua muru, que quiere decir viruela o pepa.

## Origen
En la península de Paraguaná, en la mitad del siglo XVI, se señala como pueblo de indios el sitio que hoy ocupa Moruy. Según el obispo Mariano Martí, era doctrina de indios caquetíos con cabildos de indios que estaban libres de tributos.

## Ubicación

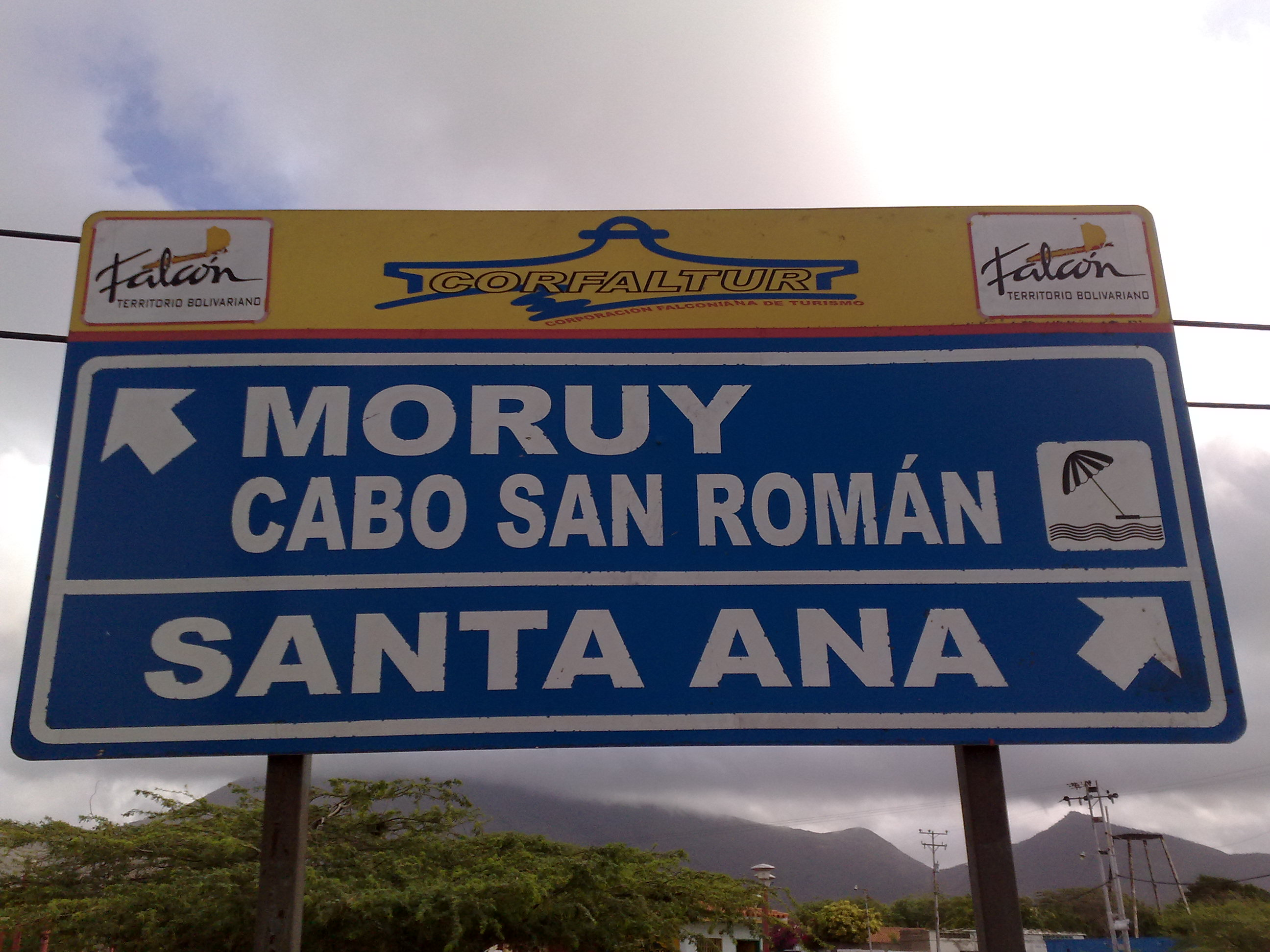
Señal en Santa Ana indicando la vía hacia Moruy.

Moruy se encuentra en la parte central de la península de Paraguaná. Limita al este con el cerro Santa Ana, al oeste con los municipios Los Taques y Carirubana, al norte con Buena Vista y al sur con Santa Ana. Su clima es árido. Según el Censo Nacional de Población y Vivienda ejecutado por el ejecutivo nacional en el año 2011 Moruy tiene una cantidad de 7.283 habitantes. Posee junta comunal, ambulatorio rural, estación de servicios., INPARQUES.

## Educación
- Educación preescolar, “Jardín de Infancia Bolivariano Moruy”
- Educación básica, “Escuela Bolivariana Moruy”
- Educación media diversificada, Liceo Bolivariano Blanca Morón de Irrausquín.

En el año 1923 se inicia la educación formal en Moruy, cuando se crea la escuela Rural n.º 271. Este mismo año comienza su larga y fértil trayectoria como educadora Blanca Morón de Irrausquín, llamada cariñosamente maestra Maca. En 1967 ya había sido designada escuela nacional “Moruy” y estaba ubicada en su nuevo local que es el mismo que hoy ocupa la Escuela Bolivariana. En 1976 se crea el séptimo grado de educación básica y así se van agregando cada año los grados correspondientes hasta completar los nueve y luego queda conformada la Unidad Educativa “Blanca Morón de Irrausquín”.

## Folclore

### Fiestas del comerciante
El día 2 de enero comienza a celebrarse hace muchos años en casa del señor Luis Rosario Molina, más conocido como "El charo" Molina, una parranda entre amigos comerciantes y vecinos, con la finalidad de pasar un rato ameno entre música comidas y bebidas. El señor Ángel Yagua era el encargado de buscar los músicos. Esta parranda a través de los años se fue haciendo tradicional y por supuesto fueron aumentando los asistentes, por lo cual decidieron trasladarla al cine San Nicolás que era una casa tradicional más amplia donde se proyectaban en el pueblo en la época de oro del cine mexicano. Es así como se celebra la primera fiesta del comerciante el 2 de enero de 1959.

### Fiestas de los locos
Como le llaman popularmente los moruyeros, data de varias décadas atrás. Pedro Colina, actual organizador, comentó que desde que él era niño se celebraban estas fiestas y que a su vez las personas mayores de esa época también hablaban sobre esta festividad, lo cual indica que esta celebración viene desde tiempo remoto.[cita requerida] Por la década de los cuarenta  y cincuenta organizaba estas fiestas Santos Molina quien traía gente de Punta Cardón y Los Taques que llegaban a Moruy hasta con tres días de anticipación, se realizaban comelonas, mataban reses y chivos, mientras planificaban las fiestas por todo lo alto. Pedro Molina comenzó a organizar la fiesta de los locos desde 1960, lo que quiere decir que va para 52 años el 28 de diciembre.

## Iglesia
Monseñor Mariano Martí describe así la iglesia:

Esta iglesia de Moruy es baxo la invocación de San Nicolás de Bari Obispo. Sus paredes de mampostería cubiertas de obra limpia de una sola nave, con su presbiterio bueno todo bastante capaz, su sacristía detrás del altar mayor todo enladrillado. Aunque mal, menos la sacristía cuyo suelo no tiene ladrillo. Tiene su altozano que lo componen palos. En frente de la puerta mayor donde también su torre o campanario, al entrar a la iglesia a mano derecha. Todo esta aseado, no esta colocada su divina majestad.

Su iglesia, San Nicolás de Bari ya existía desde el siglo XVII, fue reconstruida bajo el patrocinio del sargento mayor Don Juan de la Colina hacia 1760, construida con techo de tablas y varas labradas cubiertas de tejas, posee además de la capilla mayor, una sacristía, una torre con su campanario, un bautisterio y tres altares. En su interior reposa un libro parroquial que data de 1681 y una valiosa colección de imágenes religiosas que datan de los siglos XVII, XVIII y XIX.
En 1746 Moruy se separa de la parroquia de Santa Ana. Monseñor deja constancia, por lo que había oído decir, de que el curato de “Moruy” era el más antiguo de la península de Paraguaná y debido a una viruela se había trasladado a Santa Ana. Esto no consta por escrito y de ello solo se corren algunas versiones. Los indios mayores de 18 años, según el obispo, solteros, pagaban de salario al cura de 4 reales, y los casados 6, y eran 206 los contribuyentes.
En 1773 el obispo Mariano Martí habla de los enredos existentes en el pueblo debido al “libertinaje y a la comunicación de hombres y mujeres. Pensaba el obispo que eliminando ese vicio, no habría escándalo. Para entonces el párroco del pueblo era el coriano de 56 años Juan Bernabé Camacho, gramático, bachiller en filosofía, cuatro años de leyes, con cánones de la universidad de Caracas, y con estudios de moral que realizó previamente. Le prohibieron que jugara bajo pena de “santa obediencia” no pudieron evitar que continuara haciendo misas particulares ya que tenía la autorización del obispo Abadiano.

### San Nicolás de Bari
Santo patrono de los moruyeros, las fiestas en honor a San Nicolás de Bari se celebran todos los 6 de diciembre. Desde hace muchísimos años se da inicio a las fiestas patronales con un tradicional “rompimiento” que se realiza al amanecer del primero de diciembre con retreta al frente de la iglesia, fuego artificiales, bailes y bebidas. A través de generaciones se ha escuchado decir en el pueblo que el primer patrono fue San Juan Bautista, pero los habitantes no estaban muy conformes con él porque casi ni llovía y se perdían las cosechas. Los indígenas aseguraban que al santo no le gustaba la lluvia ya que como usaba poca vestimenta sentía mucho frío. Cuando trajeron a San Nicolás empezó a llover y los indígenas dieron por cierta su versión y quedó definitivamente San Nicolás de Bari como patrono de Moruy. 

### Grupo cultural “Guarda Tinaja”
Fue fundado en 1979 por un grupo de jóvenes moruyeros con inclinaciones hacia el arte. Los indicadores de esa organización cultural fueron: José Gregorio Sánchez, Humberto Ocando, Lesbia Alvares, Débora Zulay Alvares, Mariana Días, Mary Yagua, y Alexandra Amaya. En sus inicios se dedicaban solamente al teatro, pero años más tarde se fueron uniendo más jóvenes, de manera tal que se consolida como grupo cultural y diversifica sus actividades con títeres, danzas, y la coral. Esta agrupación tuvo proyección dentro y fuera del estado Falcón.